# Percy Bysshe Shelley

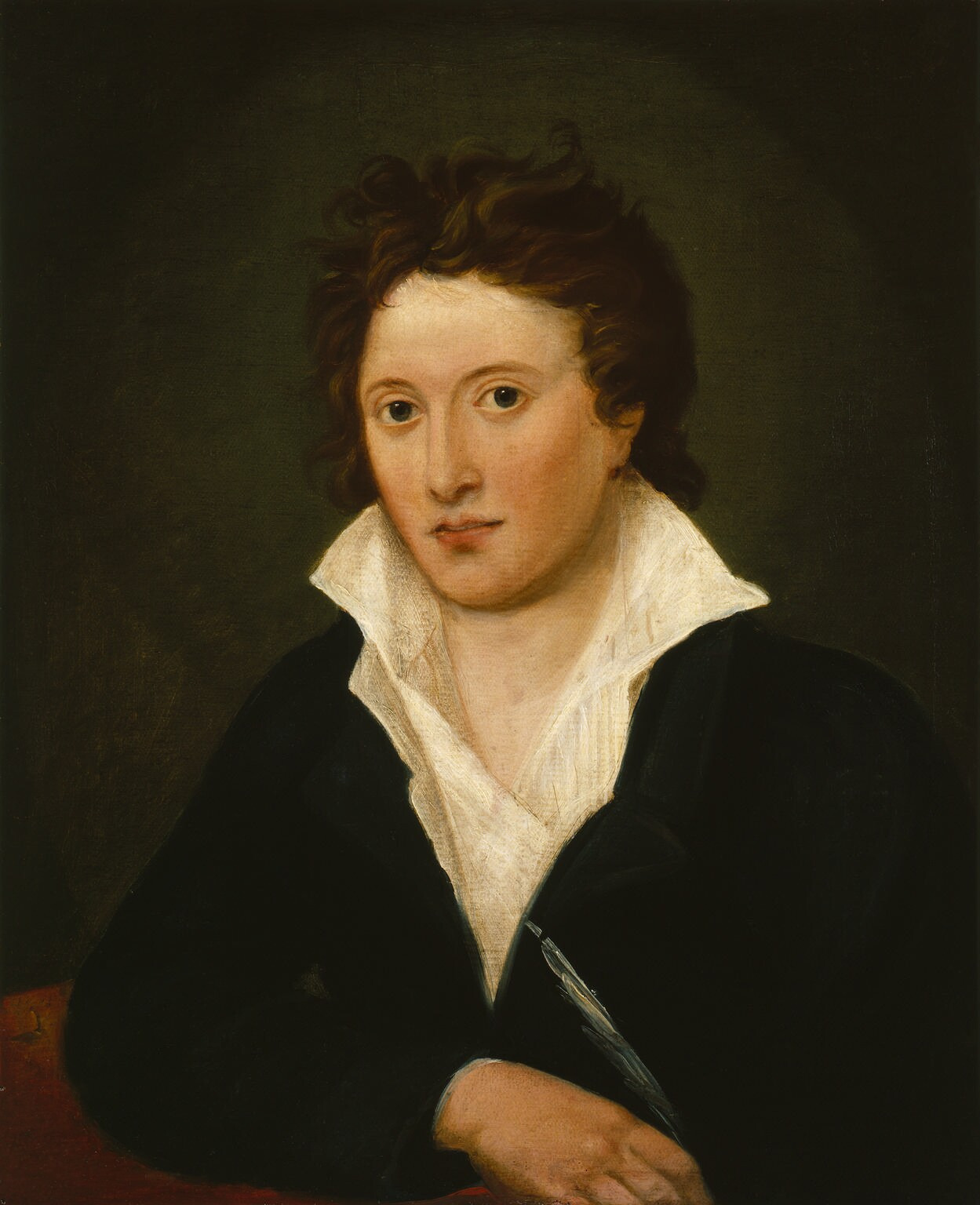
Percy Bysshe Shelley, Gemälde von Amelia Curran, 1819.
Shelleys Unterschrift:

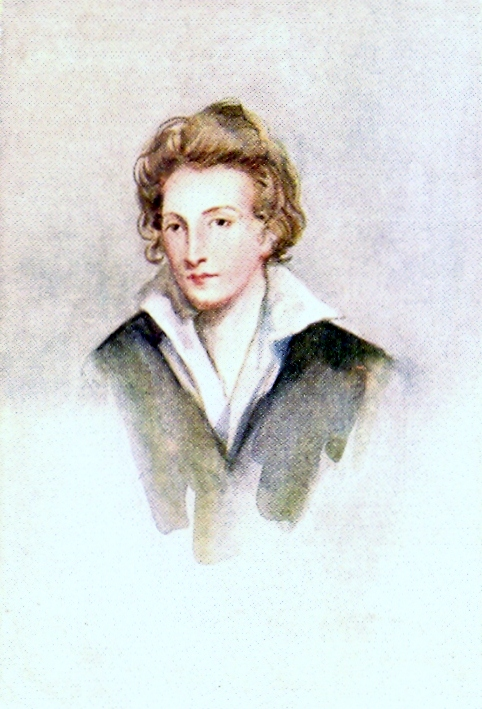
Percy Bysshe Shelley, Aquarell von unbekanntem Künstler

Richard Rothwell: Mary Shelley, Öl auf Leinwand, 1840

Percy Bysshe Shelley [ˈpɜːsi bɪʃ ˈʃɛli] (* 4. August 1792 in Field Place, Sussex; † 8. Juli 1822 im Meer bei Viareggio in der italienischen Region Toskana) war ein britischer Schriftsteller der englischen Romantik.
Nachdem er bereits im Alter von 29 Jahren in Folge eines Segelunfalls gestorben war, wurde sein literarischer Nachlass von seiner zweiten Frau, der Schriftstellerin Mary Shelley, verwaltet.

## Leben
Percy Bysshe Shelley war der älteste Sohn und Heir apparent des reichen Adligen Sir Timothy Shelley, 2nd Baronet of Castle Goring (1753–1844) und dessen Ehefrau Elizabeth Pilfold. Nach der frühen Schulausbildung an der Syon House Academy in Islington bei London besuchte er das Eton College und die Universität in Oxford. Er schrieb schon 1810 als Schüler in Eton einen Schauerroman mit dem Titel Zastrozzi, a romance und, zusammen mit seiner Schwester Elizabeth, Original poetry by Victor and Cazire. Noch in Oxford schloss er Freundschaft mit Thomas Jefferson Hogg, der ihm bis zu seinem Tode verbunden blieb. Zusammen mit Hogg verfasste er 1811 das Pamphlet The Necessity of Atheism (C. & W. Phillips, Worthing 1811), im Wesentlichen eine Zusammenfassung der Argumente von John Locke und David Hume, und wurde gemeinsam mit Hogg wegen seiner rebellischen Haltung gegenüber der Collegeleitung des Colleges in Oxford verwiesen.
Shelley blieb während seines ganzen Lebens ein Verfechter des Atheismus und ein Kritiker der Religion, wie u. a. in seinem Essay on Christianity von 1815, oder in seinem Vorwort zum Drama The Cenci aus dem Jahre 1819 deutlich wird.
Im Jahr 2006 wurde Shelleys Poetical Essay on the Existing State of Things wiederentdeckt, der ebenfalls 1811, und ebenfalls wie The Necessity of Atheism anonym erschienenen war, und der sich gegen Krieg und Imperialismus richtete. Auch dieses Gedicht in vier Teilen zu 36, 52, 56 bzw. 28 Versen (jambische Fünfheber im Paarreim) mit einem Vorwort (Preface) sowie Anmerkungen (Notes to Essay, etc.) dürfte zu seinem Ausschluss in Oxford beigetragen haben.
Auf einer formalen Verfahrensebene geschah Shelleys Ausschluss aus Oxford auf Grund seiner Weigerung, bestimmte Fragen zu beantworten, nämlich nach der Autorenschaft.
1811 heiratete Percy Bysshe Shelley in Schottland die damals sechzehnjährige Harriet Westbrook. Das führte zu einem Zerwürfnis mit seinem Vater.
Über den Buchhändler und Verleger Thomas Hookham lernte Shelley 1812 den sieben Jahre älteren Dichter Thomas Love Peacock kennen. Aus der Begegnung entwickelte sich eine anhaltende Freundschaft.
1813 erschien Shelleys Gedicht Queen Mab; A Philosophical Poem; With Notes, das durch einen revolutionären Inhalt gekennzeichnet ist und das als Hauptangriffsziel die etablierte Religion, politische Tyrannei, die zerstörerischen Kräfte von Krieg und Handel, und die Perversion der menschlichen Liebe durch die Beschränkungen der Ehe wählt.
Gleichzeitig setzte sich Shelley für eine vegetarische Lebensweise ein. Hinweise darauf finden sich im Gedicht Queen Mab. So schreibt er dort:
„Und der Mensch, (...) steht / unsterblich auf Erden; nicht länger  mehr / erschlägt er das Lamm, das ihm ins Gesicht schaut, / und verschlingt auf entsetzliche Weise sein zerfetztes Fleisch,“ („And man, (…), stands / Immortal upon earth; no longer now / He slays the lamb that looks him in the face, / And horribly devours his mangled flesh,”).
1813 äußerte er sich ausführlich dazu in seiner Schrift A Vindication of Natural Diet („Eine Verteidigung der natürlichen Ernährung“). Der gesamte Essay erschien ursprünglich als „Anmerkung“ („Note“) zu Queen Mab, und wurde nach Erscheinen des Gedichts auch getrennt veröffentlicht.
Im Juni 1814 begegnete er zum ersten Mal Mary Wollstonecraft Godwin, Tochter der Frauenrechtlerin Mary Wollstonecraft und des Philosophen William Godwin und spätere Autorin des bekannten Romans Frankenstein. Obwohl Shelley bereits mit der Familie Godwin bekannt war – seit 1812, als er die Familie Godwin erstmals mit seiner Frau Harriet besucht hatte, waren sich Percy Shelley und Mary Godwin vorher noch nicht begegnet, da sich Godwin zu der Zeit in Schottland aufgehalten hatte. Sehr schnell verliebten sich Shelley und Mary Godwin ineinander, aber William Godwin war mit der Beziehung nicht einverstanden, zumal Shelley ja bereits verheiratet war. Daraufhin verließen Shelley, Mary Godwin und ihre Stiefschwester Claire Clairmont, die beide damals im Teenager-Alter waren, im Juli 1814 England und reisten nach Frankreich und in die Schweiz. Im September 1814 kehrten sie nach London zurück.
Von November 1814 an war Thomas Jefferson Hogg, Shelleys alter Freund, immer häufiger ein Besucher bei Shelley, Mary und Claire. Zwischen Mary und Thomas Hogg entwickelte sich eine Beziehung, die sich in den folgenden Wochen intensivierte, und eine Andeutung Shelleys legt nahe, dass es auch zu einer kurzen sexuellen Begegnung zwischen den beiden kam.
Im Mai 1816 reiste Shelley mit Mary Godwin, ihrem gemeinsamen kleinen Sohn William und Claire Clairmont nach Genf, um sich dort mit Lord Byron zu treffen. Byron bewohnte zusammen mit seinem Leibarzt John William Polidori die Villa Diodati; Shelley, Mary, William und Claire bezogen ein Chalet ganz in der Nähe.
Shelley und Byron begegneten sich am Genfersee erstmals persönlich. Dies war der Anfang einer wachsenden Freundschaft zwischen den beiden Dichtern.
Im Juni kam es dann zu einem besonderen Ereignis, als nämlich abends in Gesprächen über unheimliche Themen wie Somnambulismus oder Galvanismus die Idee entstand, dass jeder der Anwesenden eine Schauergeschichte schreiben sollte. Dies nun war der Ursprung von Mary Shelleys Roman Frankenstein oder Der moderne Prometheus und von John Polidoris Erzählung The Vampyre.
In diesem Sommer schrieb Shelley u. a. die Gedichte Hymn to Intellectual Beauty und Mont Blanc. Zu Mont Blanc angeregt wurde Shelley während eines Ausflugs in das Tal von Chamonix. Shelleys Mont Blanc folgt nicht der Tradition verherrlichender Alpengedichte, sondern er hat auch die Bedrohung durch den Berg im Blick. Er sieht diesen Berg in einer Weise, die die Grenzen sprengt. Bei Shelley entsteht ein Verschmelzen zwischen Beobachter und Objekt.
Im September 1816 kehrten Shelley, Mary, William und Claire zurück nach England, um sich in Bath niederzulassen.
Anfang Dezember 1816 nahm sich Harriet das Leben, und wenig später heirateten Mary Godwin und Shelley. Kurz darauf wurde ihr zweites Kind, ein Mädchen, geboren, während Claire eine Tochter Byrons zur Welt brachte.
Durch die Erbschaft einer lebenslangen Rente von £ 1000 sah Shelley seinen Unterhalt gesichert; es belastete ihn allerdings, dass er nicht das Sorgerecht für seine beiden Kinder aus der Ehe mit Harriet erhielt. Dessen ungeachtet war er in seinem letzten Lebensjahr in England künstlerisch äußerst produktiv.
Er verfolgte in seinen Schriften weiter radikale politische Positionen, unter anderem für die Gleichberechtigung irischer Katholiken und gegen die Union mit England.
Im März 1817 bezog die Familie Shelley zusammen mit Claire Clairmont und ihrer Tochter Alba (später auf Byrons Wunsch hin mit dem Namen Allegra) das Albion House in Marlow, in direkter Nachbarschaft zu Thomas Love Peacock, mit dem Percy Shelley seit längerer Zeit befreundet war, und der von nun an viel Zeit mit ihnen verbrachte. Sie hatten eine Reihe regelmäßiger Besucher, zu denen auch Thomas Jefferson Hogg und Leigh Hunt mit Familie gehörten.
Mary Shelley hatte im Winter des Jahres den ersten Entwurf ihres Romans Frankenstein überarbeitet. Und nach einer Unterbrechung fertigte sie im Frühjahr 1817 die Endfassung an. Sie ging im Sommer 1817 auf die Suche nach einem Verleger, bei der Percy Shelley sie unterstützte. Er handelte einen sehr vorteilhaften Vertrag mit Lackington, Allen und Co. aus. Das Buch wurde im Januar 1818 veröffentlicht.
Vom März 1818 an lebte die Familie in Italien. Im Sommer 1818 zogen sie auf Einladung Lord Byrons auf dessen Landsitz in Este, südlich von Padua, rund 70 km entfernt von Venedig. Byron blieb in seiner Residenz in Venedig, wo ihn Shelley häufig, auch für länger, besuchte. Byron vermied den Kontakt mit Claire Clairmont und seiner unehelichen Tochter Allegra, die im Haushalt der Shelleys lebten.
Im Oktober und November verfasste Shelley das Gedicht Julian and Maddalo, in dem Julian an Shelley selbst, Graf Maddalo an Lord Byron angelehnt ist. Shelley verstand, dass sich ihre Freundschaft in diesen Wochen in Venedig endgültig gefestigt hatte, dass aber gleichzeitig auch die Unterschiede in ihrem Temperament und ihren Lebenseinstellungen deutlicher zu Tage getreten waren. Genau dies übertrug er nun in dieses umfangreiche Gedicht.
Aufenthalte in Rom, Neapel, wieder in Rom und anschließend in Pisa folgten. In dieser Zeit warf Shelley stets ein kritisches Auge auf die sozio-ökonomischen Umstände des frühindustriellen England und die damit verbundenen politischen Unruhen: 1819 etwa kam es bei einem Aufstand von Arbeitern der baumwollverarbeitenden Industrie in Manchester zu einer blutigen Niederwerfung der Protestbewegung, die als Peterloo-Massaker für Aufsehen sorgte. Shelley verfasste daraufhin in direkter Bezugnahme auf den Vorfall das politisch radikale Gedicht The Mask of Anarchy. A Poem (erst postum gedruckt, Edward Moxon, London 1832).

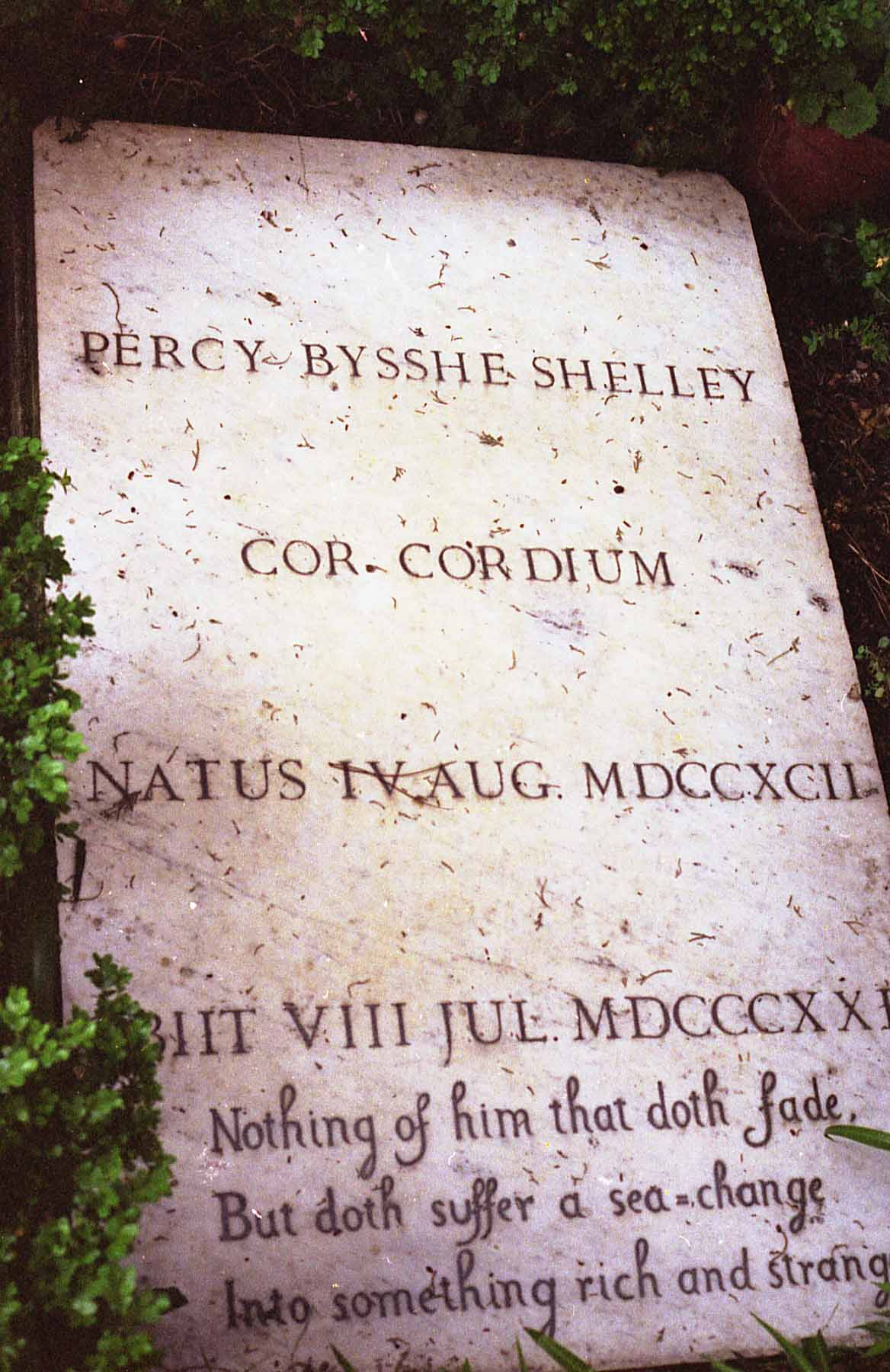
Grabstein Shelleys

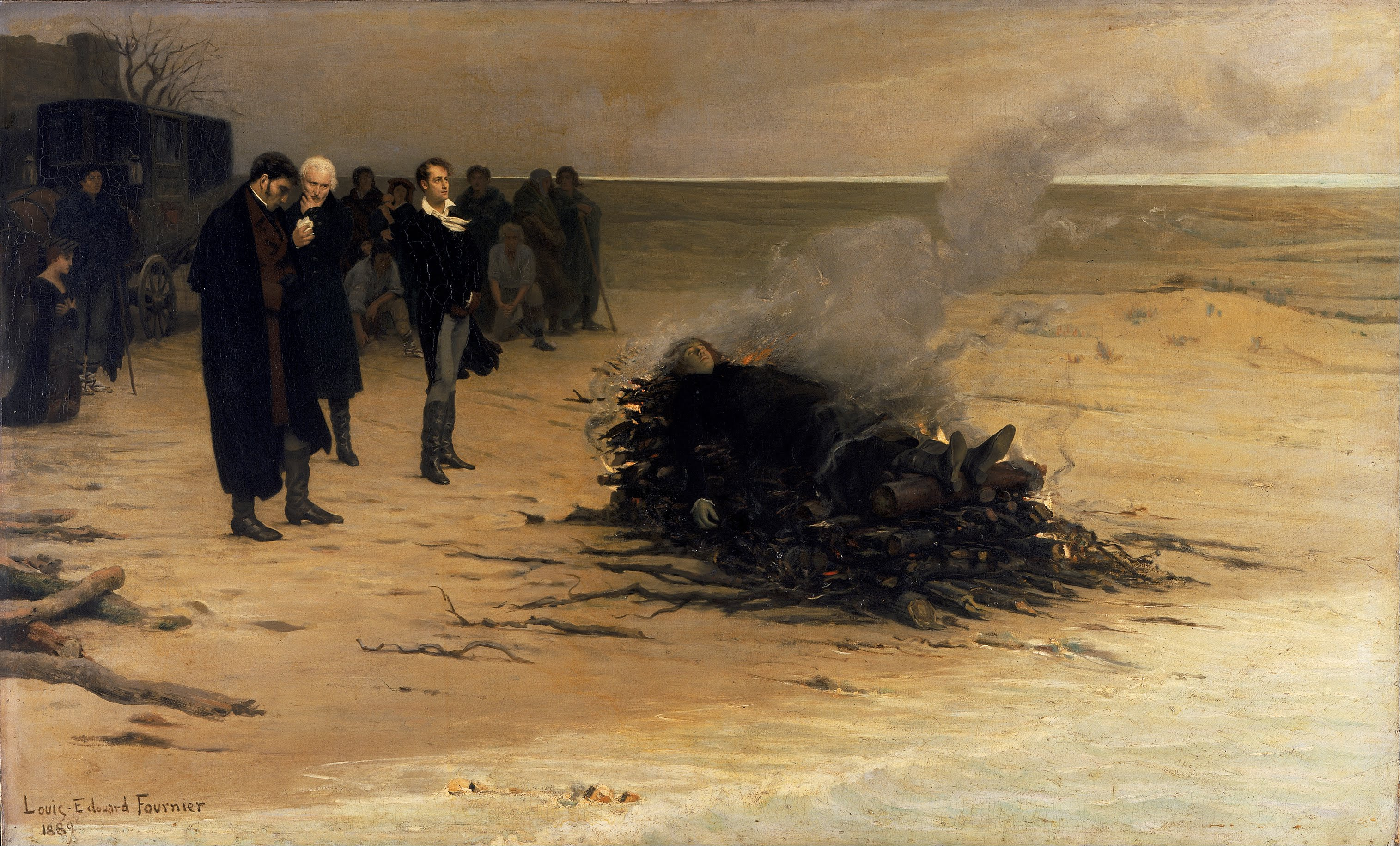
Trelawny, Hunt und Byron verbrennen Shelleys Leichnam, Gemälde von Louis Édouard Fournier, 1889

Es folgten weitere politische Gedichte in dem Zusammenhang: Lines Written during the Castlereagh Administration; Song to the Men of England; England in 1819.
Im Juli 1820 lud Shelley den Dichter John Keats zu sich nach Pisa, Italien, ein, da er von Keats‘ sich verschlechterndem Gesundheitszustand gehört hatte. Keats war an Tuberkulose erkrankt. Shelley schrieb ausdrücklich, dass er selbst und seine Frau Mary ihn gerne bei sich begrüßen würden. Shelley hatte Keats im Dezember 1816 bei Leigh Hunt kennengelernt. Hunt war Herausgeber der radikalen Zeitschrift The Examiner und hatte dort u. a. die „Jungen Dichter“ Shelley, Keats und John Reynolds der Öffentlichkeit vorgestellt.
Im Oktober 1820 erhielt Shelley Keats’ neuen Gedichtband Lamia, Isabella, the Eve of St Agnes, and Other Poems. Shelley war sehr beeindruckt, auch wenn ihm nicht alle Gedichte gefielen. Herausragend war für ihn das „Fragment“ Hyperion. In einem Brief an Marianne Hunt schrieb Shelley, er glaube, dass Keats dafür bestimmt sei, einer der „ersten Schriftsteller des Zeitalters“ zu werden. Er fragte dann weiter: „Wo ist Keats jetzt? Ich erwarte ihn mit Spannung in Italien, wo ich ihm jede mögliche Sorge zukommen lassen werde.“
Keats befand sich zur gleichen Zeit noch in Quarantäne auf einem Schiff im Hafen von Neapel. Er erreichte Rom am 15. November 1820 und war bereits in sehr schlechter gesundheitlicher Verfassung. (Seine damalige Wohnung wurde später in ein Museum umgewandelt, das Keats-Shelley House.) Ungefähr drei Monate später, am 23. Februar 1821 verstarb Keats in Rom, ohne dass er versucht hatte, zu Shelley Kontakt aufzunehmen. Shelley erfuhr erst am 15. April bei seiner Rückkehr von Livorno nach Pisa vom Tode Keats‘ und führte diesen auch auf die „verächtlichen Angriffe“ von Literaturkritikern zurück, die Keats erfahren hatte. Byron stand dieser Auffassung Shelleys allerdings eher skeptisch gegenüber.
Anfang Juni 1821 begann Shelley mit der Arbeit an einer Elegie auf John Keats mit dem Titel Adonais. An Elegy on the Death of John Keats, Author of Endymion, Hyperion, etc. Er beendete das Gedicht am 11. Juni und schrieb anschließend ein Vorwort, in dem er sich ausdrücklich gegen Keats‘ bösartige Kritiker wandte, die er für den Tod Keats mitverantwortlich machte. Ebenfalls in dem Vorwort lobte er Joseph Severn, Keats‘ Freund, der diesen nach Italien begleitet hatte, für dessen aufopferungsvolle Hilfe und Beistand.
Shelley hatte von Anfang an das Gedicht sowohl als Elegie als auch als Polemik geplant, die sich gegen die Kritiker richtete.
Nach Schmids Interpretation baute Shelley Keats in diesem Gedicht zu einem „Archetypen (…) des verfolgten Leidenden auf, dem es zum Verhängnis wurde, dass er die Wahrheit sprach“; jedoch ist der Dichter nicht tot, „sondern in eine höhere Daseinsform übergegangen.“ Im Gedicht heißt es: „Friede, Friede! Er ist nicht tot, er schläft nicht - / Er ist erwacht aus dem Traum des Lebens -“ („Peace, peace! he is not dead, he doth not sleep - / He hath awakened from the dream of life –“).
1821 verfasste Shelley A Defence of Poetry, eine Schrift, in der er seine Konzeption von Dichtung und seine Vorstellung von der Rolle und Funktion des Dichters darlegte. Er beschreibt dort die Dichter als Personen, die in seinem Verständnis sowohl „Gesetzgeber“ als auch „Propheten“ sind. Die Schrift endet mit den Sätzen:
„Dichter sind die Hierophanten einer unbegreiflichen Inspiration; die Spiegel der gigantischen Schatten, die die Zukunft auf die Gegenwart wirft; (…)  Die Dichter sind die nicht-anerkannten Gesetzgeber der Welt.“
(„Poets are the hierophants of an unapprehended inspiration; the mirrors of the gigantic shadows which futurity casts upon the present; (…) Poets are the unacknowledged legislators of the world.”)
Von November 1821 bis April 1822 lebten Shelley und seine Familie in Pisa, wo sich auch Lord Byron aufhielt, mit dem es zu häufigen Begegnungen kam. Anschließend zogen Shelley und seine Familie in die Villa Magni in San Terenzo an der Bucht von La Spezia. Shelley kaufte hier im Mai ein Segelboot und unternahm ausgiebige Segeltouren mit seinem Freund Edward Ellerker Williams. Am 1. Juli 1822 segelten Shelley, Williams und der Bootsjunge Charles Vivian nach Livorno, um dort Lord Byron und Leigh Hunt zu treffen, der aus England angereist war. Sie besprachen das gemeinsame Projekt einer Zeitschrift, die den Namen The Liberal tragen sollte. Am 8. Juli machten sich Shelley, Williams und der Bootsjunge auf den Rückweg nach Lerici. Am Nachmittag gerieten sie in einen heftigen Sturm. Das Boot kenterte, und alle drei ertranken. Ihre Leichen wurden zehn Tage später in der Nähe von Viareggio an Land gespült.
Shelleys Künstlerfreunde Lord Byron, Edward John Trelawny und Leigh Hunt verbrannten Shelleys Leiche auf einem Scheiterhaufen am Meer. Shelleys Asche wurde auf dem protestantischen Friedhof in Rom beigesetzt. Die Inschrift auf seinem Grab lautet: COR. CORDIUM – Herz der Herzen.

## Haltungen
Shelly war ein Befürworter der freien Liebe.
Shelleys Einstellungen zum allgemeinen Wahlrecht waren differenziert. 1816 sprach er sich für eine behutsame Erweiterung des Wahlrechts aus. 1820 hielt er eine Wahl des Unterhauses durch die große Masse des Volkes für notwendig, gleichzeitig wandte er sich allerdings gegen die Durchführung einer solchen Reform auf einen Schlag. Aber er begann zu diesem Zeitpunkt ernsthaft über das allgemeine Wahlrecht für Männer und Frauen nachzudenken.

## Rezeption
Shelleys Dichtungen stießen wegen ihrer abseitigen Sujets und unkonventionellen Ansichten bei den Zeitgenossen überwiegend auf Ablehnung. Ihnen wird jedoch auch von Kritikern eine besondere Schönheit der Sprache und des dichterischen Ausdrucks in weiten Passagen zugebilligt. Außer seinen eigenen Dichtungen hat Shelley Übersetzungen von Werken Calderóns und von Goethes Faust I hinterlassen. Erst 1839 erschien die erste zuverlässige Gesamtausgabe seiner Werke, die Mary Shelley veröffentlichte.
Das berühmte Gedicht Mont Blanc, entstanden am 22./23. Juni 1816, wurde veröffentlicht in History of a Six Week Tour (1817). Hymn to Intellectual Beauty erschien am 19. Januar 1817 in Leigh Hunts Examiner, eine zweite Fassung dann 1819 in Rosalind and Helen.
Shelley schrieb auch explizit gesellschaftskritische politische Lyrik, wie beispielsweise The Mask of Anarchy als Reaktion auf das Peterloo-Massaker in Manchester im Jahr 1819 und das Sonett England in 1819. Er sandte The Mask of Anarchy nach England, aber eine Veröffentlichung war auf Grund der politischen Lage zu dem Zeitpunkt nicht möglich.
Seine Schriften blieben politisch nicht unwirksam, sie hatten etwa Einfluss auf die Chartisten. Eleanor Marx, die jüngste Tochter von Karl Marx, stellte die Bedeutung Shelleys für die Arbeiterbewegung mit den Worten heraus: „Ich habe meinen Vater und Engels wieder und wieder darüber sprechen hören, und ich habe dasselbe von den vielen Chartisten gehört, die ich glücklicherweise als Kind kennenlernen durfte.“
Shelleys Gedicht Queen Mab; A Philosophical Poem; With Notes gehörte zu den Gedichten, die unter den politischen Reformern und Chartisten großen Anklang fanden. Es wurde auf ihren Versammlungen verkauft. Holmes hält es für das einflussreichste Gedicht Shelleys in dieser Zeit. 1848 begann Friedrich Engels mit einer Übersetzung ins Deutsche, die er aber nicht beendete. Die „Anmerkungen“ („Notes”) enthalten sechs im Grunde eigenständige Essays. Marx war der Ansicht, dass Shelley – wenn er noch gelebt hätte – ein Vorkämpfer des Sozialismus geworden wäre. Ein Indiz dafür ist Shelleys Vorwort zu seinem Gedicht Hellas, das er anlässlich der griechischen Revolution 1821 schrieb und das Gedanken des Kommunistischen Manifests vorwegnimmt.
Queen Mab hatte außerdem Einfluss auf einen politisch verstandenen Vegetarismus: In den Notes zu Queen Mab begründete er seine Forderung nach einem vegetarischen „Zustand der Gesellschaft, in der alle Energien des Menschen in die Schaffung gänzlichen Glücks gelenkt werden sollen“.
Schmid stellte fest, dass Shelleys Dichtung in der Rezeption schnell in zwei Teile zerfiel: „Shelley wurde entweder als engelhafter, lyrischer Dichter oder als Rebell und Revolutionär gelesen.“
Die bekannte deutsch-amerikanische Revolutionärin und Frauenrechtlerin Mathilde Franziska Anneke und ihr Mann Fritz Anneke benannten einen gemeinsamen, im August 1850 in Milwaukee geborenen Sohn Percy Shelley Anneke. Dieser war später ein erfolgreicher Brauerei-Unternehmer in Duluth, MN.
Während eines Konzerts der Rolling Stones am 5. Juli 1969 im Londoner Hyde Park, das zu einer Gedenkfeier für den kurz zuvor verstorbenen Brian Jones wurde, rezitierte Mick Jagger vor rund 250.000 Fans aus Adonais von Shelley, und die Rolling Stones ließen Hunderte weißer Schmetterlinge fliegen. Anknüpfend an die Textstelle He is not dead, he doth not sleep. He has awakened from the dream of life... wurde eine BBC-Dokumentation über das Leben Jones’ Brian Jones: Dream of Life genannt.
Jeremy Corbyn rezitierte am 24. Juni 2017 in seiner Ansprache beim Glastonbury Festival aus Shelleys Gedicht Mask Of Anarchy:
Rise like Lions after slumber

In unvanquishable number—

Shake your chains to earth like dew

Which in sleep had fallen on you—

Ye are many—they are few.
(„Erhebt euch wie Löwen nach dem Schlummer / In unüberwindlicher Zahl – / Schüttelt eure Ketten ab wie Tau, / Der im Schlaf auf euch gefallen ist – / Ihr seid viele – sie sind wenige.“)

und ermutigte die anwesenden jungen Leute, ihre gemeinsame Macht zu erkennen, durch die sie die Welt verändern könnten.

## Werke

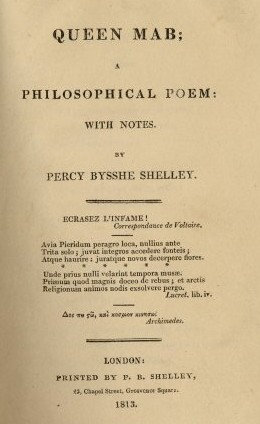
Queen Mab von Percy Bysshe Shelley, Erstausgabe

- The necessity of atheism (Essay, 1809)
- Zastrozzi (Roman, 1810)
  - Zastrozzi. Eine Romanze und andere Frühschriften. Aus dem Englischen von einem anglistischen Studententeam der Freien Universität Berlin unter der Leitung von Manfred Pfister. Karl Stutz Verlag, Passau 2008, ISBN 978-3-88849125-2.
- St Irvyne; or, The Rosicrucian (Roman, 1811)
- Queen Mab. A Philosophical Poem (1813)
  - Königin Mab, Nachdichtung von Julius Seybt (Digitalisat 1844 im Internet Archive)
  - Königin Mab, Nachdichtung von Adolf Strodtmann (Digitalisat 1866 im Internet Archive)
- Alastor, Or the Spirit of Solitude (1815)
  - Alastor, oder Der Geist der Einsamkeit, Nachdichtung von Adolf Strodtmann (Digitalisat 1866 im Internet Archive)
- Hymn to Intellectual Beauty (Gedicht, 1816)
  - Hymne an die geistige Schönheit, Nachdichtung von Adolf Strodtmann (Digitalisat 1866 im Internet Archive)
- Mont Blanc. (1816)
- The Revolt of Islam. (1817)
- Ozymandias. (1818)
- Prometheus Unbound (Drama, 1818)
  - Der entfesselte Prometheus. Lyrisches Drama in vier Akten. Nachdichtung von Albrecht Graf Wickenburg (Digitalisat 1876 bei Google Books)
- The Masque of Anarchy. A Poem (Gedicht aus 81 vier- und einer fünfzeiligen Strophe, 1819. Digitalisat 1978)
- Ode to the West Wind (Gedicht, 1819)
  - Ode an den Westwind, Nachdichtung von Julius Seybt (Digitalisat 1844 im Internet Archive)
  - Ode an den Westwind, Nachdichtung von Adolf Strodtmann (Digitalisat 1866 im Internet Archive)
- The Cenci (Drama, 1819)
  - Die Cenci. Trauerspiel in fünf Aufzügen. Nachdichtung von Felix Adolphi (Digitalisat 1837 im Internet Archive)
- Hellas. (1821)
- Adonais. An Elegy on the Death of John Keats (1821)
  - Adonais. Eine Elegie auf den Tod von John Keats, Nachdichtung von Julius Seybt (Digitalisat 1844 im Internet Archive)
- Epipsychidion (1821)
  - Epipsychidion. An die edle und unglückliche Dame Emilia V–– jetzt im Kloster – eingekerkert, Nachdichtung von Julius Seybt (Digitalisat 1844 im Internet Archive)
- A Defence of Poetry. (Essay, 1821)

## Übersetzung und Neudichtung
- P. B. Shelleys Die Wolke. Übersetzt von Andreas Steinhöfel, mit Illustrationen von Dirk Steinhöfel. Verlag Friedrich Oetinger, Hamburg 2011, ISBN 978-3-7891-7147-5.
- Adonais. Eine Elegie auf den Tod von John Keats. Übersetzt von Günter Plessow. Edition Signathur, Dozwil 2012, ISBN 978-3-908141-88-4.
- Shelleys Traum nach vorn. Übersetzt und kommentiert von Erich F. Engler. Zweisprachig. Edition Rugerup, Berlin 2017, ISBN 978-3-942955-64-5.

### Bibliographien
- H. B. Forman: The Shelley Library. An Essay in Bibliography. (London, 1886; repr. New York, 1970 and 1975).
- K. K. Engelberg: The Making of the Shelley Myth. An Annotated Bibliography of Criticism 1822–1860. (1988).

### Werkausgaben
- The Poetical Works of Percy Bysshe Shelley. Hrsg. von Mrs. Shelley, 4 Bde., London 1839.
- The Poetical Works of Percy Bysshe Shelley. Hrsg. von Mrs. Shelley, London 1840.
- The Poetical Works of Percy Bysshe Shelley. Hrsg. von Richard Herne Shepherd, 3 Bde., London 1894.
- The Complete Poetical Works of Percy Bysshe Shelley. Hrsg. von Thomas Hutchinson, Oxford 1904.
- The Complete Works of Percy Bysshe Shelley. Hrsg. von Roger Ingpen & Walter E. Peck, 10 Bde., London 1926–1930. (Julian Edition)
- The Letters of Percy Bysshe Shelley. Hrsg. von Frederick L. Jones, 2 Bde., Oxford 1964.
- Shelley’s Prose or The Trumpet of a Prophecy. Hrsg. von David Lee Clark, corrected edition, Albuquerque 1966.
- The Complete Poetical Works of Percy Bysshe Shelley. Hrsg. von Neville Rogers, 4 Bde., Oxford 1972–1975.
- Zastrozzi and St Irvyne. Hrsg. von Stephen C. Behrendt, Oxford & New York 1986.
- The Complete Poetry of Percy Bysshe Shelley. Hrsg. von Donald H. Reiman & Neil Fraistat, 3 Bde., Baltimore & London 2000–2012.
- Shelley’s Poetry and Prose. Ausgew. & hrsg. von Donald H. Reiman & Neil Fraistat, 2. Aufl., New York 2002.
- The Major Works. Including poetry, prose and drama, hrsg. von Zachary Leader & Michael O’Neill, Oxford 2009.

### Biographien und weiterführende Literatur
- Richard Ackermann: Quellen, Vorbilder, Stoffe zu Shelleys poetischen Werken. Deichert, Erlangen 1890.
- Adrian: Percy Bysshe Shelley. In: Friedrich Christian August Hasse: Zeitgenossen. Ein biographisches Magazin für die Geschichte unserer Zeit, 3. Reihe, Bd. 1. Brockhaus, Leipzig 1829, S. 34–45 (Digitalisat bei Google Books).
- James Bieri: Percy Bysshe Shelley. A biography. University of Delaware Press, Newark, Del. 2005.

1. Youth's unextinguished fire. 1792–1816. ISBN 0-87413-870-1.
2. Exile of unfullfilled renown. 1816–1822. ISBN 0-87413-893-0.

- Kenneth N. Cameron: Young Shelley. The genesis of a radical. Octagon Books, New York 1973, ISBN 0-374-91255-6.
- Elmar Dod: Die Vernünftigkeit der Imagination in Aufklärung und Romantik. Eine komparatistische Studie zu Schillers und Shelleys ästhetischen Theorien in ihrem europäischen Kontext. Max Niemeyer Verlag, Tübingen 1985, ISBN 3-484-18084-6.
- Helene von Druskowitz: Percy Bysshe Shelley. Oppenheim, Berlin 1884 (Digitalisat im Internet Archive)
- Karl Gutzkow: Shelley (1837). In: Gesammelte Werke, Bd. 9. Costenoble, Jena [1879], S. 203–208 (Digitalisat im Internet Archive).
- Paul Hamilton: Percy Bysshe Shelley. Northcote House, Tavistock 2000, ISBN 0-7463-0818-3.
- Rüdiger Hillgärtner: Bürgerlicher Individualismus und revolutionäre Moral. Percy Bysshe Shelley. Thesen-Verlag, Darmstadt 1974, ISBN 3-7677-0015-8.
- Horst Höhne: Percy Bysshe Shelley. Leben und Werk. Lang, Frankfurt am Main 1998, ISBN 3-631-47117-3.
- D. J. Hughes: Potentialität in Shelleys „Prometheus Unbound“. In: Willi Erzgräber (Hrsg.): Interpretationen Band 8 – Englische Literatur von William Blake bis Thomas Hardy. Fischer Verlag, Frankfurt a. M. et al. 1970, S. 91–112.
- Heiner Jestrabek (Hrsg.): Percy Bysshe Shelley: „There Is No God!” Religions- und Herrschaftskritik. Freiheitsbaum, Reutlingen 2019, ISBN 978-3-922589-71-6.
- A. Leighton: Shelley and the Sublime. An Interpretation of the Major Poems, 1984.
- André Maurois: Ariel oder das Leben Shelleys. Übertragen von Karl Lerbs. Insel Verlag, Leipzig 1928.
- Thomas Medwin: The Life of Percy Bysshe Shelley, London 1847.
- Hans-Ulrich Mielsch: Sommer 1816. Lord Byron und die Shelleys am Genfer See. Verlag NZZ, Zürich 1998, ISBN 3-85823-707-8.
- Frank F. Pauly: Die Wahrheit der Dichtung. P. B. Shelleys ‘Defence of Poetry’ im Kontext der Tradition neuplatonischer Poetologien. Universitätsverlag Winter, Heidelberg 2018, ISBN 978-3-8253-6885-2.
- Helene Richter: Percy Bysshe Shelley. Felber, Weimar 1898 (Digitalisat im Internet Archive).
- Neville Rogers: Shelley at Work. A Critical Inquiry. Oxford University Press, 1956; repr. 1967.
- Susanne Schmid: Shelley’s German Afterlives 1814–2000 (Nineteenth Century Major Lives and Letters 1). Palgrave Macmillan, New York 2007, ISBN 978-1-4039-7750-2; repr. 2016, ISBN 978-1-349-53753-2.
- Susanne Schmid, Michael Rossington (Hrsg.): The Reception of P. B. Shelley in Europe. Continuum, London u. New York 2008, ISBN 978-0-8264-9587-7 (Voransicht des Buches bei Google Books).
- Mary Shelley: Notes to the complete poetical works of Percy Bysshe Shelley. Indy Publishing, Maclean, Va. 2006, ISBN 1-4280-4548-1.
- Mary Shelley, Percy B. Shelley: Flucht aus England. Reiseerinnerungen & Briefe aus Genf 1814–1816. Achilla-Presse, Hamburg 2002, ISBN 3-928398-81-4.
- E. R. Wasserman: Shelley. A Critical Reading. Baltimore, 1971.
- Timothy Webb: Shelley. A voice not understood. University Press, Manchester 1977, ISBN 0-7190-0690-2.
- Ann Wroe: Being Shelley. The poet's search for himself. Cape, London 2007, ISBN 0-224-08078-4.